# رافا گومز (بازیکن فوتبال، زاده ۱۹۸۳)
رافا گومز (انگلیسی: Rafa Gómez؛ زادهٔ ۲۳ مهٔ ۱۹۸۳) بازیکن فوتبال اهل اسپانیا است.
از باشگاه‌هایی که در آن بازی کرده‌است می‌توان به باشگاه فوتبال الچه اشاره کرد.